# Imre Földes Feld
Imre Földes Feld (n. 31 mai 1881, Budapesta, Austro-Ungaria – d. 1948, București, România) a fost un pictor maghiar  evreu (Emerich Feld), reprezentant al curentului Art Nouveau, Secession.

## Viața
Imre Feld s-a născut într-o familie de evrei. Földes și-a început cariera ca litograf. A studiat la Budapesta  în cadrul Școlii de Arte Plastice Aplicate Iparrajziskola și Universității Maghiare de Artă Plastică Mintarajztanoda cu profesorii László Hegedűs, Tivadar Zemplényi. Și-a definitivat formația artistică la Viena,  München, Berlin și Paris. Circumstanțele morții sale au rămas neclare până în prezent. 

## Orientarea artistică
Földes și-a canalizat talentul de grafician spre arta tipografică, implicându-se în creația de afișe. Împreună cu Lipót Sátori, au pus temelia creației maghiare de afișe cinematografice. Földes a fost un artist prolific, a proiectat numeroase afișe politice și comerciale.
S-a remarcat de asemene ca pictor și grafician de excepție. A expus frecvent la Budapesta participând la Salonul Național Nemzeti Szalon. Începând cu anii 1910, afișele sale au inundat străzile Budapestei. Între 1918 și 1919, a deschis împreună cu Lipót Sátori un studio de creație. În timpul primului război mondial a creat afișe de film, comerciale și propagandistice, inclusiv o lucrare despre Republica Sovietică Ungaria. După război a creat afișe de propagandă politică pentru o serie de partide (cele mai multe dintre ele reprezentând frontierele Ungaria înainte de Tratatul de la Trianon). 
Din 1920 a trăit în România, în Transilvania, iar prezența afișelor sale a devenit o raritate pe străzi. A lucrat pentru publicația ‘Helikon’ din Timișoara, al cărei director artistic a devenit în 1921.
În 1924 a realizat o serie de desene în cretă care au fost apoi publicate ca mapă erotică cu titlul „Eros omnipotens”.
În 1935 s-a mutat la București.
Creația artistică este caracterizată de perfecțiunea formei, decorativism, tinzând spre un limbaj pictural bogat în culoare. Personajele sunt prezentate într-un mod grațios reprezentativ pentru Art Nouveau și Secession. În afișe silul este adesea caricatural. A creat simboluri vizuale de efect pentru companii și partide politice. Exemple în acest sens fiind proiectele sale pentru revista "Pesti Napló" (Jurnalul de Pesta) sau afișe pentru el "Gazdasági Lap" (Ziarul financiar) ori "Polgári Part" (Partidul Civic).

## Imagini

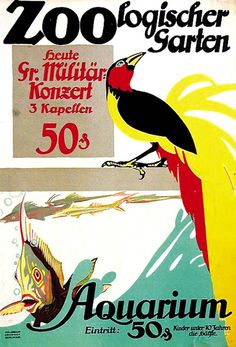
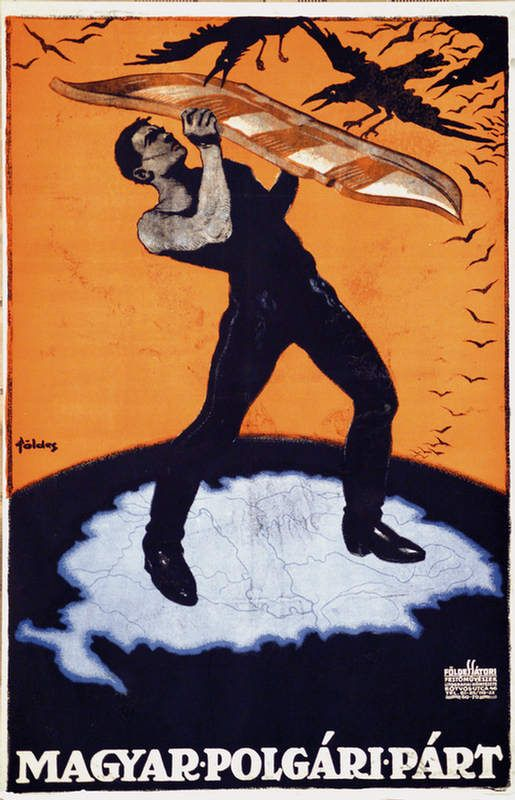
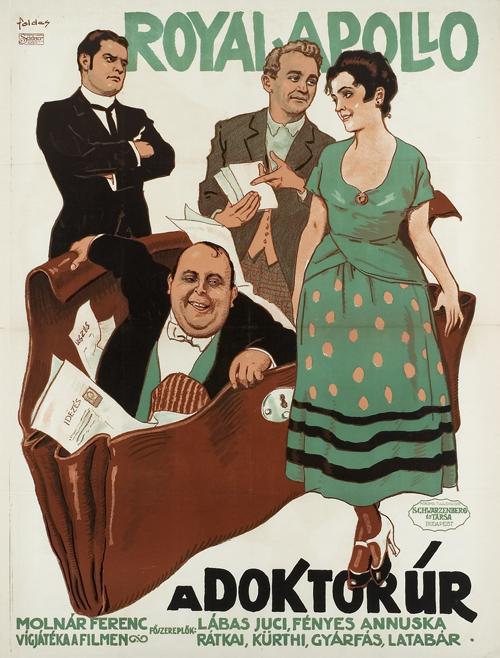
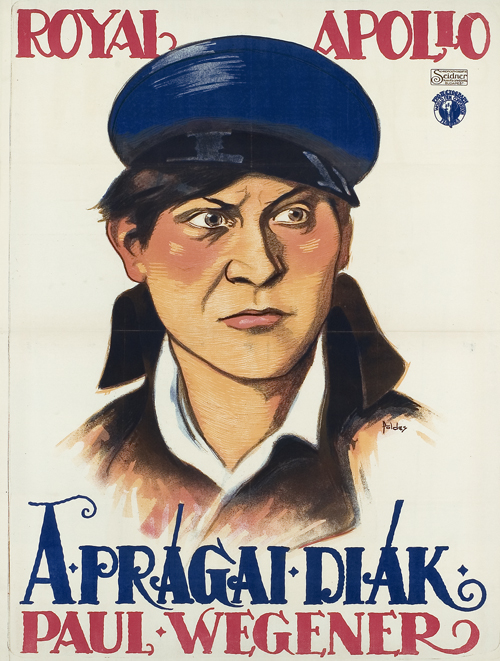
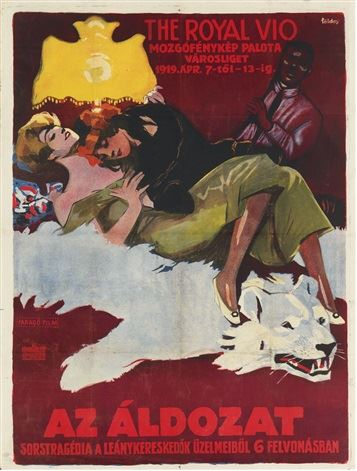

## Colecții de opere
| - Muzeul Albertina, Viena - Muzeul Banatului, Timișoara - Muzeul German de Istorie, Berlin - Muzeul de Etnografie din Budapesta - Muzeul de Artă din Cluj - Muzeul Guttenberg, Mainz - Muzeul Țării Crișurilor, Oradea - Galeria Natională Maghiară, Budapesta | - Biblioteca Centrală Ervin Szabó , Budapesta - Biblioteca Națională a Austriei, Viena - Biblioteca Națională Széchényi, Budapesta |